# 사와노보리 마사아키
사와노보리 마사아키(일본어: 澤登 正朗, 1970년 1월 12일 ~ )는 일본의 전 축구 선수이다.

## 구단 경력
1992년 J1리그의 시미즈 에스펄스에 입단했다. 2005년까지 381경기에 출전하여, 85득점을 넣었다. 1999년에 J1리그 준우승, 1996년 J리그컵과 2001년 천황배 우승을 차지했다. 2005년후 현역 은퇴.

## 국가대표팀 경력
그는 1993년 FIFA 월드컵 예선에 참가할 일본 국가대표팀에 발탁되었으며, 4월 8일 태국와의 경기에서 데뷔했다. 1994년 아시안 게임에도 출전했다. 그는 2000년까지 국제 A매치 통산 16경기에 출전, 3득점을 넣었다.

## 통계
| 일본 | 일본 | 일본 |
| 연도 | 출전 | 득점 |
| ---- | ---- | ---- |
| 1993 | 5    | 1    |
| 1994 | 6    | 1    |
| 1995 | 0    | 0    |
| 1996 | 0    | 0    |
| 1997 | 0    | 0    |
| 1998 | 0    | 0    |
| 1999 | 1    | 0    |
| 2000 | 4    | 1    |
| 통산 | 16   | 3    |

## 같이 보기
- 원클럽맨 명단